# The Ballad of John Henry
The Ballad of John Henry è il settimo album in studio del musicista blues rock statunitense Joe Bonamassa, pubblicato nel 2009.

## Tracce
1. The Ballad of John Henry – 6:26
2. Stop! (Sam Brown cover) – 6:48
3. Last Kiss – 7:15
4. Jockey Full of Bourbon (Tom Waits cover) – 5:22
5. Story of a Quarryman – 4:59
6. Lonesome Road Blues – 3:08
7. Happier Times – 6:40
8. Feelin' Good (Cy Grant cover) – 4:44
9. Funkier Than a Mosquito's Tweeter (Ike & Tina Turner cover) – 5:00
10. The Great Flood – 7:39
11. From the Valley – 2:24
12. As the Crow Flies (Tony Joe White cover) – 3:58

## Formazione
- Joe Bonamassa - voce, chitarra
- Rick Melick - tastiera
- Carmine Rojas - basso
- Anton Fig - batteria